# Aarón Cruz
Aarón Moisés Cruz Esquivel (Quesada, 25 maggio 1991) è un calciatore costaricano, portiere dell'Herediano e della nazionale costaricana.

## Carriera

### Club
Cruz è cresciuto nel settore giovanile del San Carlos dove ha debuttato il 23 gennaio 2011 nell'incontro di Primera División vinto 2-1 contro il Barrio México. Nel gennaio del 2012 ha annunciato il suo ritiro dall'attività agonistica per dedicarsi agli studi.
Nel gennaio del 2015 è tornato in attività ed ha firmato un contratto con il San Carlos, nel frattempo retrocesso in seconda divisione. Sei mesi più tardi ha firmato con il Pérez Zeledón, club che ha tuttavia lasciato dopo pochi mesi in favore dell'Univ. de Costa Rica dove ha ottenuto una maglia da titolare.
Nel gennaio del 2017 è stato acquistato a titolo definitivo dal Saprissa. Inizialmente riserva, dal 2017 è diventato il portiere titolare del club, con cui ha vinto cinque campionati nazionali, una supercoppa ed una CONCACAF League negli anni a venire. Relegato al ruolo di riserva nella stagione 2022-2023 dietro l'emergente Kevin Chamorro, nel 2023 non ha rinnovato il contratto in scadenza ed è passato a parametro zero all'Herediano.

### Nazionale
Nel 2011 ha partecipato con la Nazionale Under-20 al campionato mondiale di categoria, dove ha giocato un incontro.
Ha debuttato con la nazionale maggiore il 21 agosto 2021 giocando titolare l'amichevole pareggiata 0-0 contro El Salvador. Nel giugno del 2024 è stato incluso nella lista finale di convocati per la Copa América 2024.

## Statistiche

### Presenze e reti nei club
Statistiche aggiornate al 19 giugno 2024.
| Stagione        | Squadra             | Campionato      | Campionato | Campionato | Coppe nazionali | Coppe nazionali | Coppe nazionali | Coppe continentali | Coppe continentali | Coppe continentali | Altre coppe | Altre coppe | Altre coppe | Totale | Totale | Totale |
| Stagione        | Squadra             | Comp            | Pres       | Reti       | Comp            | Pres            | Reti            | Comp               | Pres               | Reti               | Comp        | Pres        | Reti        | Pres   | Reti   |        |
| --------------- | ------------------- | --------------- | ---------- | ---------- | --------------- | --------------- | --------------- | ------------------ | ------------------ | ------------------ | ----------- | ----------- | ----------- | ------ | ------ | ------ |
| 2010-2011       | San Carlos          | PD              | 2          | -3         |                 | -               | -               |                    | -                  | -                  |             | -           | -           | 2      | -3     |        |
| 2011-gen. 2012  | San Carlos          | PD              | 8          | -14        |                 | -               | -               |                    | -                  | -                  |             | -           | -           | 8      | -14    |        |
| 2014-2015       | San Carlos          | SD              | 2          | -2         |                 | -               | -               |                    | -                  | -                  |             | -           | -           | 2      | -2     |        |
| lug.-set. 2015  | Pérez Zeledón       | PD              | 0          | 0          | CC              | 0               | 0               |                    | -                  | -                  |             | -           | -           | 0      | 0      |        |
| 2015-2016       | Univ. de Costa Rica | PD              | 28         | -32        |                 | -               | -               |                    | -                  | -                  |             | -           | -           | 28     | -32    |        |
| 2016-gen. 2017  | Univ. de Costa Rica | PD              | 7          | -14        |                 | -               | -               |                    | -                  | -                  |             | -           | -           | 7      | -14    |        |
| gen.-giu. 2017  | Saprissa            | PD              | 8          | -7         |                 | -               | -               | CCL                | 0                  | 0                  |             | -           | -           | 8      | -7     |        |
| 2017-2018       | Saprissa            | PD              | 23         | -30        |                 | -               | -               | CCL                | 1                  | -5                 |             | -           | -           | 24     | -35    |        |
| 2018-2019       | Saprissa            | PD              | 16         | -13        |                 | -               | -               |                    | -                  | -                  |             | -           | -           | 16     | -13    |        |
| 2019-2020       | Saprissa            | PD              | 32         | -39        |                 | -               | -               | CL+CCL             | 5+2                | -1,-5              |             | -           | -           | 39     | -45    |        |
| 2020-2021       | Saprissa            | PD              | 38         | -51        |                 | -               | -               | CL+CCL             | 4+2                | -4,-2              | SC          | 1           | -2          | 46     | -59    |        |
| 2021-2022       | Saprissa            | PD              | 47         | -53        |                 | -               | -               | CL+CCL             | 4+2                | -7,-5              | SC          | 1           | -1          | 54     | -66    |        |
| 2022-2023       | Saprissa            | PD              | 4          | -3         | CC              | 2               | -1              | CCL                | 2                  | -6                 |             | -           | -           | 8      | -10    |        |
| 2023-2024       | Herediano           | PD              | 40         | -31        | CC              | 1               | -1              | CCAC+CCC           | 8+2                | -10,-4             | SC          | 1           | -1          | 52     | -47    |        |
| Totale carriera | Totale carriera     | Totale carriera | 255        | -292       |                 | 3               | -2              |                    | 32                 | -49                |             | 3           | -4          | 293    | -347   |        |

### Cronologia presenze e reti in nazionale
| Cronologia completa delle presenze e delle reti in nazionale ― Costa Rica | Cronologia completa delle presenze e delle reti in nazionale ― Costa Rica | Cronologia completa delle presenze e delle reti in nazionale ― Costa Rica | Cronologia completa delle presenze e delle reti in nazionale ― Costa Rica | Cronologia completa delle presenze e delle reti in nazionale ― Costa Rica | Cronologia completa delle presenze e delle reti in nazionale ― Costa Rica | Cronologia completa delle presenze e delle reti in nazionale ― Costa Rica | Cronologia completa delle presenze e delle reti in nazionale ― Costa Rica |
| Data                                                                      | Città                                                                     | In casa                                                                   | Risultato                                                                 | Ospiti                                                                    | Competizione                                                              | Reti                                                                      | Note                                                                      |
| ------------------------------------------------------------------------- | ------------------------------------------------------------------------- | ------------------------------------------------------------------------- | ------------------------------------------------------------------------- | ------------------------------------------------------------------------- | ------------------------------------------------------------------------- | ------------------------------------------------------------------------- | ------------------------------------------------------------------------- |
| 21-8-2021                                                                 | Carson                                                                    | El Salvador                                                               | 0 – 0                                                                     | Costa Rica                                                                | Amichevole                                                                | -                                                                         |                                                                           |
| 5-6-2022                                                                  | San Jose                                                                  | Costa Rica                                                                | 2 – 0                                                                     | Martinica                                                                 | CONCACAF Nations League 2022-2023 - 1º turno                              | -                                                                         |                                                                           |
| 27-9-2022                                                                 | Suwon                                                                     | Uzbekistan                                                                | 1 – 2                                                                     | Costa Rica                                                                | Amichevole                                                                | -1                                                                        | 46’                                                                       |
| 2-2-2024                                                                  | San Jose                                                                  | Costa Rica                                                                | 2 – 0                                                                     | El Salvador                                                               | Amichevole                                                                | -                                                                         | 78’                                                                       |
| Totale                                                                    |                                                                           | Presenze                                                                  | 4                                                                         |                                                                           | Reti                                                                      | -1                                                                        |                                                                           |

## Palmarès

### Club

#### Competizioni nazionali
- Campionato costaricano: 5

Saprissa: 2017-2018 (C), 2019-2020 (C), 2020-2021 (C), 2022-2023 (A),  2022-2023 (C),
- Supercopa de Costa Rica: 1

Saprisa: 2021-2022

#### Competizioni internazionali
- CONCACAF League: 1

Saprissa: 2019

### Individuale
- Miglior portiere della Primera División: 2

2020-2021, 2021-2022